# Oldrzyszowice
Oldrzyszowice (deutsch Hilbersdorf) ist eine Ortschaft in der Gemeinde Lewin Brzeski im Powiat Brzeski der Woiwodschaft Oppeln.

## Geographie

### Geographische Lage
Das Straßendorf Oldrzyszowice liegt im Westen der historischen Region Oberschlesien. Der Ort liegt etwa fünf Kilometer südöstlich vom Gemeindesitz Lewin Brzeski (Löwen), 23 Kilometer südöstlich von der Kreisstadt Brzeg (Brieg) und 26 Kilometer nordwestlich von der Woiwodschaftshauptstadt Oppeln. Oldrzyszowice liegt in der Nizina Śląska (Schlesische Tiefebene) innerhalb der Równina Niemodlińska (Falkenberger Ebene).

### Nachbarorte
Nachbarorte von sind im Nordosten Przecza (poln. Arnsdorf), im Osten Lipowa (Neuleipe), im Westen Stroszowice (Stroschwitz) und im Norden der Gemeindesitz Lewin Brzeski (Löwen).

## Geschichte

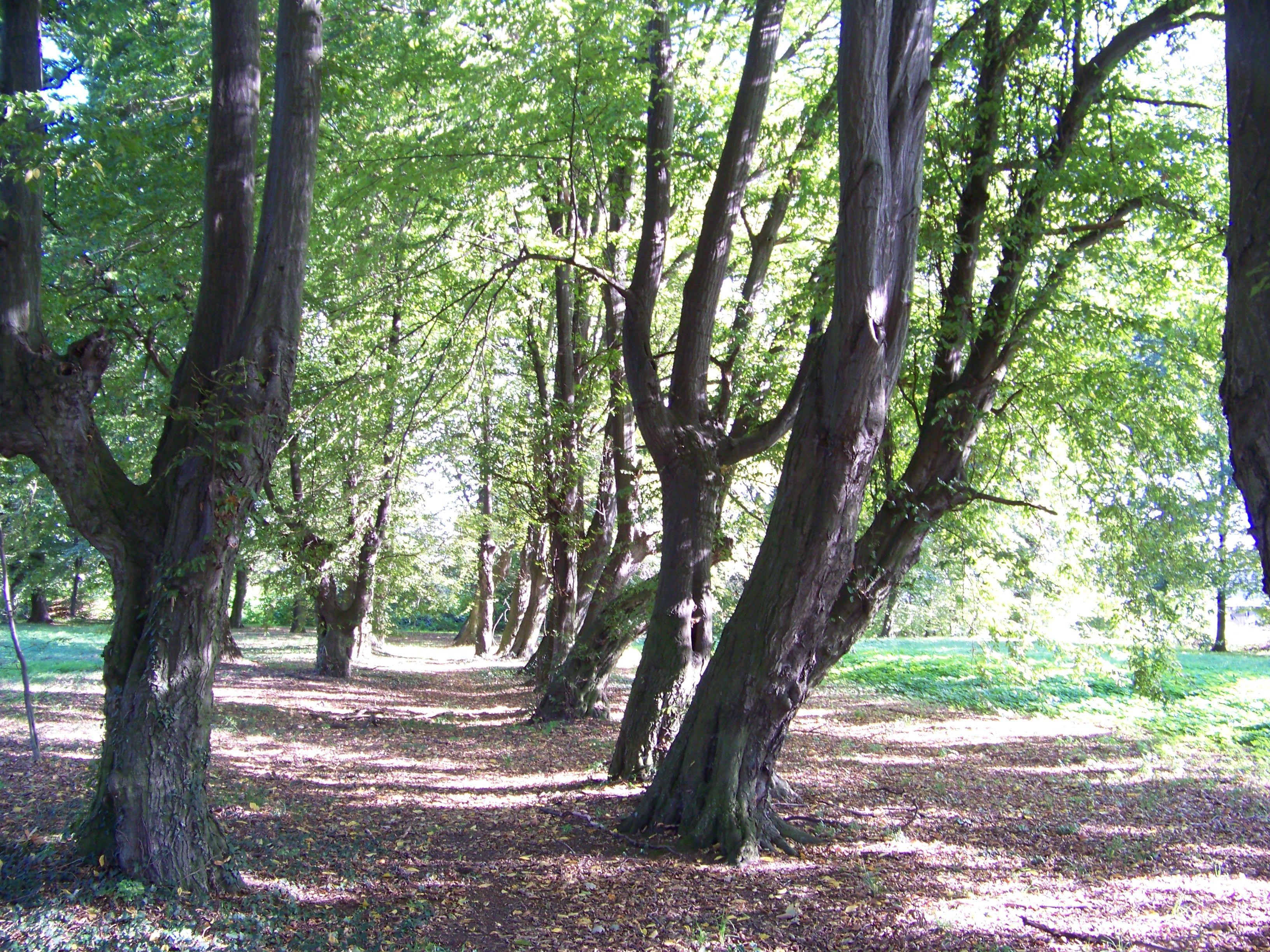
Allee im ehemaligen Schlosspark

Das Dorf wurde 1283 erstmals als Hildebrandi villa urkundlich erwähnt. 1402 wird der Ort als Hildbrandsdorf erwähnt. 1447 wird im Ort eine Pfarrkirche erwähnt, welche nach der Reformation verfiel. Lediglich ein Kirchturm blieb erhalten, welcher bis heute besteht.
Nach dem Ersten Schlesischen Krieg 1742 fiel Hilbersdorf mit dem größten Teil Schlesiens an Preußen. 1783 wurde im Ort eine evangelische Schule eingerichtet.
Nach der Neuorganisation der Provinz Schlesien gehörte die Landgemeinde Hilbersdorf ab 1816 zum Landkreis Falkenberg O.S. im Regierungsbezirk Oppeln. 1845 bestanden im Dorf ein Schloss, ein Vorwerk, eine evangelische Schule, eine Brauerei und 63 Häuser. Im gleichen Jahr lebten in Hilbersdorf 518 Menschen, davon 61 katholisch. 1855 lebten im Ort 597 Menschen. 1865 zählte der Ort neun  Bauer-, 43 Gärtner- und 10 Häuslerstellen. Die evangelische Schule wurde im gleichen Jahr von 51 Schülern besucht. 1874 wurde der Amtsbezirk Nicoline gegründet, welcher aus den Landgemeinden Arnsdorf, Hilbersdorf, Klein Sarne, Rauske und Stroschwitz und den Gutsbezirken Arnsdorf, Hilbersdorf, Klein Sarne, Rauske und Stroschwitz bestand. 1885 zählte Hilbersdorf 589 Einwohner.
Das Dorf wurde in den 1920er Jahren elektrifiziert. Hierzu wurde in Hilbersdorf eine Elektrizitätsgenossenschaft gegründet. 1933 hatte Hilbersdorf 535, sowie 1939 525 Einwohner. Bis 1945 befand sich der Ort im Landkreis Falkenberg O.S.
Die Rote Armee rückte am 7. Februar 1945 in Hilbersdorf ein. Danach kam der bisher deutsche Ort unter polnische Verwaltung und wurde in Oldrzyszowice umbenannt und der Woiwodschaft Breslau zugeordnet. Die deutsche Bevölkerung wurde im August 1945 in das Internierungslager Lamsdorf getrieben. 100 Dorfbewohner fanden hier den Tod. Die verbliebene deutsche Bevölkerung wurde im Juni 1946 vertrieben. 1950 kam der Ort zur Woiwodschaft Oppeln. 1999 kam der Ort zum Powiat Brzeski.

## Sehenswürdigkeiten
- Erhaltener Kirchturm der ehemaligen Pfarrkirche – heute Teil des Schulgebäudes
- Der Schlosspark hat eine Größe von 0,35 Hektar und wurde 2005 saniert.

## Persönlichkeiten
- Christian Friedrich von Arnstedt (1737–1817), Landrat im Landkreis Falkenberg und Gutsbesitzer